# Bonne année (film)
Pour les articles homonymes, voir Bonne année.
Bonne année est un film muet français réalisé par Louis Feuillade et Léonce Perret, sorti en 1910.

## Fiche technique
- Co-réalisation : Louis Feuillade et Léonce Perret
- Société de production : Société des Établissements L. Gaumont
- Pays d'origine :  France
- Format : Muet - Noir et blanc
- Date de sortie :
  - France : 1910